# Makrelenhecht
Der Makrelenhecht (Scomberesox saurus) ist ein sehr schlanker, räuberischer Meeresfisch, der in Schwärmen nah der Wasseroberfläche lebt.

## Merkmale
Er wird maximal einen halben Meter lang, bleibt für gewöhnlich aber bei einer Länge von 30 Zentimetern. Der Körper ist lang und schlank, der Kiefer schnabelartig verlängert. Rücken- und Afterflosse sitzen weit hinten am Körper und stehen einander symmetrisch gegenüber. Zwischen ihnen und der gegabelten Schwanzflosse finden sich 5 bis 7 kleine Flössel.

## Verbreitung
Der Makrelenhecht kommt im nordöstlichen Atlantik von Island und Norwegen über die Britischen Inseln bis zur Nord- und westlichen Ostsee und zur Küste Marokkos und im Mittelmeer vor. Im nordwestlichen Atlantik lebt er vom Sankt-Lorenz-Golf bis North Carolina und den Bermudas.

## Lebensweise
Der Makrelenhecht lebt in Schwärmen nah der Meeresoberfläche oberhalb von einer Tiefe von 30 Metern. Die Fische unternehmen weite Wanderungen. S. saurus zieht im Sommer weit nach Norden und kann auch die Barentssee erreichen. Makrelenhechte ernähren sich von Zooplankton (kleine Krebstiere, darunter auch Krill) und von kleinen Fischen, Fischlarven und Fischeiern. Auf der Flucht vor ihren Fressfeinden, vor allem Delfine, Schweinswale, Tölpel, Thunfische, Speerfische, dem Blaufisch und dem Kabeljau springen sie weit aus dem Wasser. Makrelenhechte laichen im offenen Ozean. Die Eier besitzen fädige Filamente und haben einen Durchmesser von 2 mm. Die ausschlüpfenden Larven sind noch ohne verlängerten Schnabelkiefer. Dieser wächst erst in der Entwicklung der Jungfische.

## Nutzung
Makrelenhechte werden mit Treibnetzen und Angeln gefangen. Ihre wirtschaftliche Bedeutung ist gering.